# Râul Tocila Mare, Râul Tocilelor
Râul Tocila Mare este un curs de apă, afluent al Râului Tocilelor.   

## Hărți
- Harta Munții Cibin  Arhivat în 30 martie 2010, la Wayback Machine.
- Harta Munții Cindrelului [nefuncțională – arhivă]
- Harta județului Sibiu